# Vallat
Vallat – gmina w Hiszpanii, w prowincji Castellón, we wspólnocie autonomicznej Walencja, o powierzchni 5,01 km². W 2011 roku liczyła 73 mieszkańców.